# Thaicharmus mahunkai
Espèce
Thaicharmus mahunkai est une espèce de scorpions de la famille des Buthidae.

## Distribution
Cette espèce est endémique de Thaïlande. Elle se rencontre dans les provinces de Phetburi et de Kanchanaburi.

## Description
La femelle holotype mesure 28,9 mm et la femelle paratype 29,2 mm.

## Étymologie
Cette espèce est nommée en l'honneur de Sándor Mahunka.

## Publication originale
- Kovařík, 1995 : « Review of Scorpionida from Thailand with description of Thaicharmus mahunkai gen. et sp. n. and Lychas krali sp. n. (Buthidae). » Acta Societatis Zoologicae Bohemicae, vol. 59, no 3/4, p. 187-207 (texte intégral).